# Albert Ier (roi des Romains)
 (août 2019).
Si vous disposez d'ouvrages ou d'articles de référence ou si vous connaissez des sites web de qualité traitant du thème abordé ici, merci de compléter l'article en donnant les références utiles à sa vérifiabilité et en les liant à la section « Notes et références ».
Pour les articles homonymes, voir Albert Ier et Albert de Habsbourg.
Albert Ier, né en juillet 1255 à Rheinfelden et assassiné le 1er mai 1308 à Windisch, est prince de la maison de Habsbourg, le fils du roi Rodolphe Ier et de Gertrude de Hohenberg. Il fut duc d'Autriche et de Styrie à partir de 1282, d'abord conjointement avec son frère Rodolphe II (jusqu'en 1283), puis avec son propre fils Rodolphe III (de 1298 à 1307), puis seul jusqu'à sa mort. Élu roi des Romains en 1298, il est le deuxième souverain du Saint-Empire issu de la dynastie des Habsbourg ; son règne a toutefois été brutalement interrompu avec son assassinat par son neveu Jean.

## Biographie
Premier fils et deuxième enfant né du mariage du comte Rodolphe de Habsbourg (1218-1291) et la comtesse Gertrude de Hohenberg († 1281), Albert a grandi pendant le Grand Interrègne à la suite de la mort de l'empereur Frédéric II, le parrain de son père, en 1250. Rodolphe est resté fidèlement attaché à la maison de Hohenstaufen et le roi Conrad IV ; il a su aussi tirer avantage de l'incertitude générale au Saint-Empire pour multiplier ses possessions en Souabe provoquant de nombreux conflits, notamment avec Walter de Geroldseck, évêque de Strasbourg et le comte Pierre II de Savoie. Il est toutefois resté modeste par rapport au roi Ottokar II de Bohême qui en même temps créa une vaste sphère de puissance dans l'est de l'Empire.
Soutenu par le pape Grégoire X, Rodolphe de Habsbourg est élu roi des Romains le 1er octobre 1273 et fut couronné le 24 octobre à la cathédrale d'Aix-la-Chapelle. L'expansionnisme de son adversaire Ottokar de Bohême était considéré avec suspicion par les princes-électeurs qui comptaient sur Rodolphe pour rétablir l'ordre. En conséquence, le nouveau roi commença par récupérer les fiefs tombés dans d'autres mains, notamment en Souabe et en Alsace, ainsi qu'en Rhénanie ; dans le cas d'Ottokar, néanmoins, un conflit armé s'impose. Le roi de Bohême a été décisivement vaincu et tué à la bataille de Marchfeld le 26 août 1278, ses États impériaux revinrent comme fiefs accomplis à Rodolphe Ier.

### Duc d'Autriche
À l'issue de la victoire de Marchfeld, les Habsbourg étaient l'une des dynasties les plus puissantes de l'Empire. Le roi Rodolphe a nommé son fils aîné Albert Ier régent des duchés d'Autriche et de Styrie, le patrimoine de Frédéric II de Babenberg dont Ottokar de Bohême s'était emparé. Pendant la Diète d'Empire à Augsbourg, le 17 décembre 1282, son père fait Albert et son frère Rodolphe II ducs d'Autriche et de Styrie. L'acte est stipulé le 27 décembre ; les deux sont ainsi devenus princes du Saint-Empire.
Néanmoins, l'année suivante, par le « serment de Rheinfelden » (Rheinfelder Hausordnung) appliquant les principes de la primogéniture, Albert demeure seul duc, Rodolphe II devant hériter du patrimoine familial en Souabe, mais il meurt en 1290 sans avoir préalablement obtenu ces fiefs. Le serment a posé les bases des territoires héréditaires des Habsbourg et leur propre puissance souveraine ; toutefois, il déclencha chez les princes un certain mécontentement. Pour les apaiser, Albert et Rodolphe II renoncent à leurs droits dans le duché de Carinthie que le roi Rodolphe livra entre les mains de son partisan Meinhard de Goritz.
En tant que duc souverain, Albert, avec sa politique dynastique consistant à préférer ses clients aux familles autochtones, en particulier les comtes de Wallsee, voit rapidement se multiplier ses ennemis. Dès 1291, la Styrie se soulève, suivie en 1295 par la noblesse d'Autriche. En 1295, il se remet miraculeusement d'une intoxication inexpliquée. Albert est d'abord pris de crampes. Ses médecins lui administrent des remèdes et parviennent à soulager la douleur, mais les coliques devenant de plus en plus violentes, il perd conscience. On le suspend par les jambes pour tenter de faire s'écouler le poison hors du corps. Le prince survit à cette expérience, mais y perd un œil.
À Vienne même, le roi défunt Ottokar II est resté plus populaire, ne serait-ce que par les relations commerciales de l'Autriche avec le royaume de Bohême. En 1296, les citoyens obtiennent une nouvelle charte, la première rédigée en allemand. De son vivant, le roi Rodolphe Ier demande à Albert de devenir corégent, afin de rendre la couronne de roi des Romains héréditaire au profit des Habsbourg, mais cela, ni les princes-électeurs, en particulier l'électeur palatin, ni les princes-archevêques rhénans de Mayence, Cologne et Trèves ne le permettent. Déjà en 1290, après l'assassinat du roi Ladislas IV, il échoue à asseoir son fils sur le trône de Hongrie ; toutefois, la mort de Rodolphe Ier le 15 juillet 1291 met un terme au projet.

### Roi des Romains

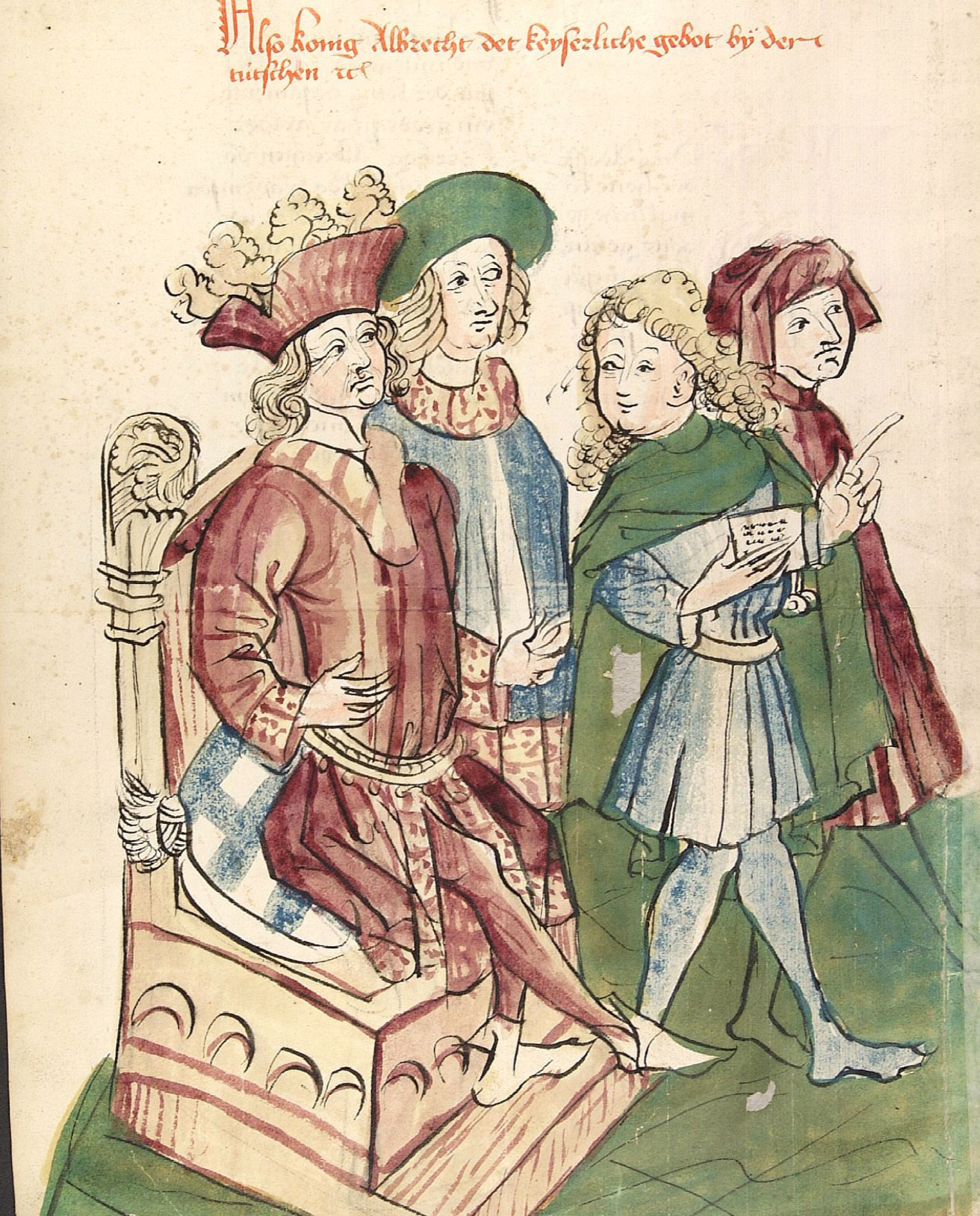
Le roi Albert envoie des messagers au pape.

Malgré l'engagement de Rodolphe Ier, il n'a pas été possible de garantir la perpétuation de la lignée des Habsbourg. Après sa mort, le comte Adolphe de Nassau, soutenu par le roi Venceslas II de Bohême (fils d'Ottokar II) et les princes-archevêques, fut élu nouveau roi des Romains le 5 mai 1292. Albert, aux prises avec la noblesse rebelle de ses propres duchés, s'entremit peu dans les affaires impériales au cours des années suivantes. Mais lorsqu'en 1298 Adolphe fut déposé, il s'imposa comme son successeur : le 2 juillet, Adolphe trouva la mort face à l'armée des Habsbourg à la bataille de Göllheim. Quelques semaines plus tard, le 27 juillet, Albert est élu roi ; il fut couronné le 24 août 1298 à Aix-la-Chapelle. Cette même année, il a convoqué un Hoftag à Nuremberg où il a cédé les duchés d'Autriche et de Styrie à ses fils Rodolphe III, Frédéric le Bel et Léopold.
Albert s'avère un souverain capable : par mariage, il se garantit la paix avec Philippe IV le Bel, avec lequel il y avait jusque-là conflit pour contestation de frontière en Flandre et en Lorraine. Sur le trône de la Pologne fragmentée, il parvint de même à un accord avec le roi Venceslas II de Bohême : tandis que le roi de Bohême annexait la plus grande partie du défunt royaume à ses terres, il acceptait de reconnaître Albert Ier comme son suzerain. Mais la puissance montante des Habsbourg continuait à susciter des mécontentements, au premier rang desquels les palatins et princes-archevêques rhénans, ainsi que du pape Boniface VIII. Albert n'obtint l'approbation papale qu'en 1303, non sans d'importantes concessions, notamment des abandons de souveraineté en Italie et une sujétion croissante du roi au Saint-Siège. Cependant, Albert repoussa la proposition de couronnement impérial que lui offrait Boniface.
En 1304, Albert et son fils Rodolphe III ont commencé une campagne contre Venceslas II de Bohême qui avait placé son fils Venceslas III sur le trône de Hongrie à la suite de la mort du roi André III en 1301. Le pape a favorisé son adversaire Charles Robert d'Anjou et a demandé  de l'aide. Albert a infligé au roi Venceslas la mise au ban de l'Empire et assiégea les mines d'argent à Kutná Hora ; ses forces auxiliaires coumanes ont commis de nombreux actes de cruauté. Après la mort de Venceslas III en 1306, dépourvu d'héritier, une unification politique de l'Europe centrale sous la couronne des Habsbourg paraissait plausible, d'autant plus qu'Albert était parvenu à imposer son fils Rodolphe III comme roi de Bohême. Comme les corps constitués de Bohême se rebellaient et décidèrent de chasser le prétendant, Albert dut les réduire à l'obéissance.
Mais l'année suivante réservait de sérieux revers pour les ambitions hégémoniques des Habsbourg. La mort prématurée de Rodolphe III porta le comte Henri de Goritz, fils du duc Meinhard de Carinthie, sur le trône de Bohême. De plus, la bataille de Lucka le 31 mai 1307, conséquence d'une contestation sur les fiefs de Thuringe et de Misnie, se solda par la défaite du roi Albert contre les fils du margrave Albert II le Dégénéré, prince de la maison de Wettin. Lorsque Albert Ier déboucha de l'Osterland avec toute son armée, le landgrave Thierry de Thuringe et le margrave Frédéric Ier de Misnie, à la tête de la chevalerie du Brunswick, des milices urbaines et de paysans en armes, lui infligèrent une défaite décisive.

### Un état insurrectionnel
Dans le conflit qui l'opposait aux princes allemands sur la question des octrois, Albert continua d'attaquer jusqu'à la soumission des princes-archevêques et du comte palatin Rodolphe Ier ; mais le pape Boniface faisait toujours obstacle à la dissolution du collège électoral. Puis les révoltes en Souabe, Bade, Alsace et Suisse reprenaient de plus belle. Plusieurs des capitulations négociées par Albert demeurèrent sans effet.

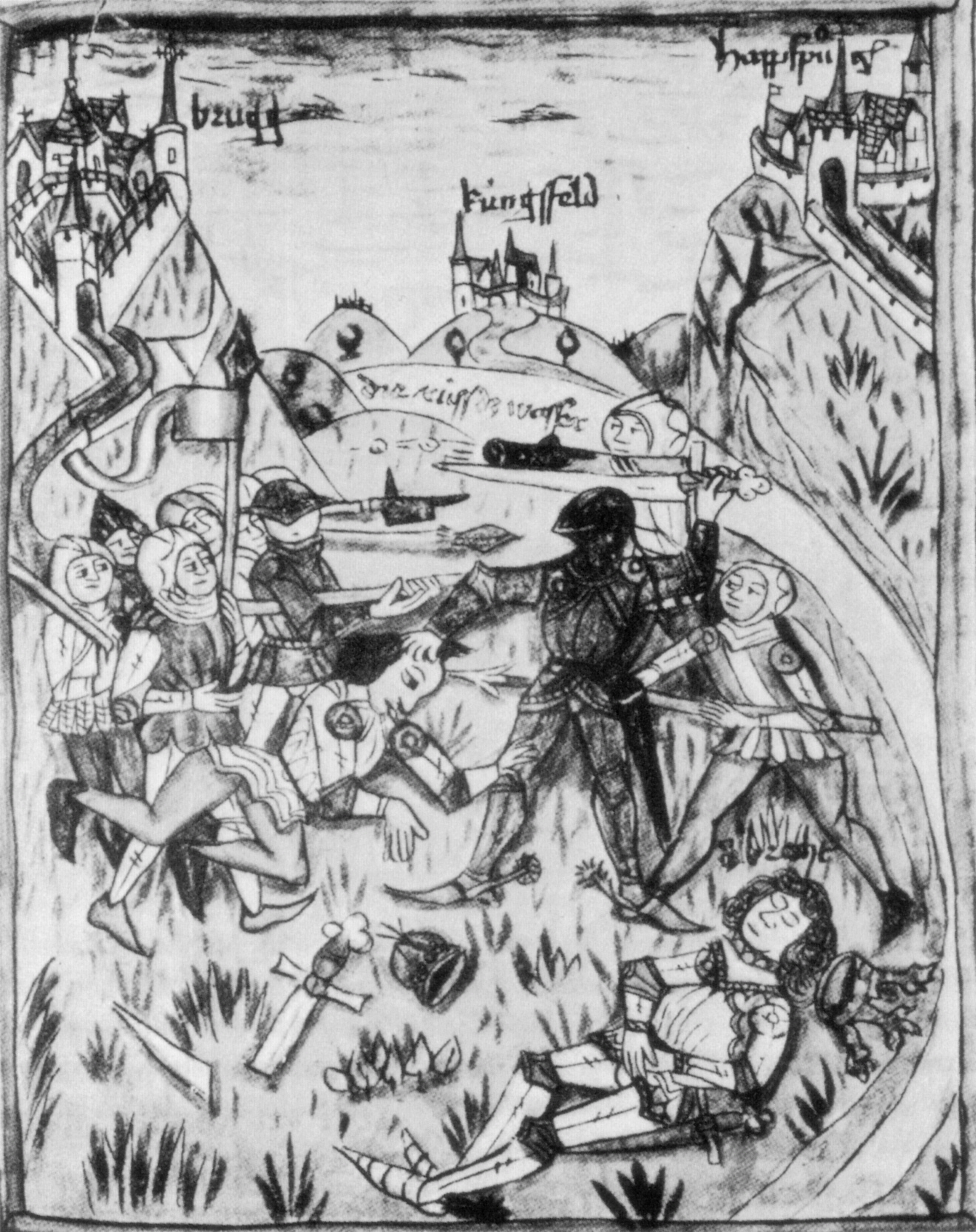
L’assassinat d’, d’après la Chronique autrichienne des 95 règnes (1495-98).

Albert mourut assassiné le 1er mai 1308 à Windisch en Argovie, non loin de son château de Habsbourg. Les assassins étaient son neveu Jean de Souabe (qui à la suite de ce meurtre fut surnommé le Parricide) et ses adeptes, les barons Rodolphe de Warth, Rodolphe de Balm, Walter d'Eschenbach et Conrad de Tegerfelden. Albert était sur le chemin pour rejoindre sa femme à Rheinfeld à lorsque ses agresseurs sortirent de leur embuscade ; son neveu Jean (le fils de son infortuné frère Rodolphe II) le chargea et sans un mot le frappa de l'épée à la tête. Jean avait, conformément au serment de Rheinfelden, renoncé à la régence d'Autriche, et était devenu nommé « duc de Souabe », seigneur d'Alsace et d'Argovie. Selon certaines chroniques, le motif de la participation de Jean à l'assassinat aurait été le non-paiement de l'indemnité de renoncement ; selon d'autres, le mécontentement d'un héritier. La veille du meurtre, Jean participait encore à un banquet donné par Albert à Neftenbach près de Winterthour. À la fin du banquet, Albert avait fait porter à chacun de ses hôtes une couronne de fleurs : Jean aurait jeté la sienne au visage de son oncle, criant qu'il était assez grand pour qu'on lui donne son dû, et non des fleurs.
Frédéric le Bel, fils d'Albert, prit la succession des duchés, mais c'est le comte Henri VII de Luxembourg qui fut élu roi des Romains. Le nouveau souverain fit inhumer Albert aux côtés de son rival, Adolphe de Nassau, dans la cathédrale de Spire. Sa veuve Élisabeth a fondé le couvent de Königsfelden dans le lieu de son assassinat. La maison de Luxembourg doit conserver la couronne impériale, seulement entrecoupé des règnes de Louis de Bavière et Robert du Palatinat, jusqu'en 1437.

## Mariage et descendance
En 1274, Albert Ier épousa Élisabeth (v. 1262-1312), fille de Meinhard de Goritz (1238-1295), en ce temps comte de Tyrol, et d'Élisabeth de Bavière (1227-1273). De cette union naquirent onze enfants :
- Anne (1280-1327), x (1) 1295 avec : Hermann Ier de Brandebourg (v. 1280-1308), margrave de Brandebourg-Salzwedel ; x (2) 1310 avec : Henri VI de Silésie-Liegnitz (1294-1335), duc de Breslau ;
- Agnès (1281-1364), x 1296 avec : André III Árpád (v. 1265-1301), roi de Hongrie, sans postérité ;
- Rodolphe III dit le Débonnaire (v. 1281-1307), duc d'Autriche (1298-1307), roi de Bohême (1306-1307), x (1) 1300 avec : Blanche de France (1284-1305) ; x (2) 1306 avec : Élisabeth Ryksa (1288-1335), reine consort de Pologne (1300-1305) ; sans postérité de la seconde union, et sans postérité survivante de la première ;
- Élisabeth (v. 1285-1352), régente du duché de Lorraine (1329-1331), x 1306 avec : Ferry IV (1282-1329), duc de Lorraine, dont postérité ;
- Frédéric le Bel (1289-1330), duc d'Autriche et de Styrie (1306-1330), anti-roi des Romains (sous le nom de Frédéric III, 1314-1322), x 1315 Isabelle d'Aragon (v. 1300-1330), dont postérité féminine éteinte ;
- Léopold Ier der Glorwürdige (av. 1290-1326), duc d'Autriche et de Styrie (1308-1326), x 1315 avec : Catherine de Savoie (v. 1296-1336); dont postérité féminine ;
- Catherine (1295-1323), x 1316 avec : Charles d'Anjou (1298-1328), duc de Calabre (1309-1328) et vice-roi de Naples ; sans postérité de cette union ;
- Albert le Sage (1298-1358), duc d'Autriche (1330-1358), duc de Carinthie et de Carniole (1335-1336), x v. 1321 avec Jeanne (v. 1300-1351), comtesse de Ferrette : Postérité masculine et féminine, dont la suite de la Maison de Habsbourg (notamment par leur dernier fils Léopold III) ;
- Henri (1299-1327), x 1314 avec Élisabeth de Virnebourg (v. 1303-1343) ; sans postérité connue ;
- Othon (1301-1339), x (1) 1325 avec : Élisabeth de Bavière (v. 1306-1330), dont postérité masculine éteinte ; x (2) date non connue avec : Anne de Luxembourg, princesse de Bohême (1323-1338), sans postérité ;
- Judith (apr. 1302-1329), x 1319 avec : Louis VI, comte d'Oettingen († 1346), sans postérité.